# Crassula smithii
Crassula smithii (лат.) — вид суккулентных растений рода Толстянка (Crassula) семейства Толстянковые (Crassulaceae), естественно произрастающий на территории Южно-Африканской Республики (Квазулу-Натал).

## Ботаническое описание
Многолетник, в период цветения образует прикорневые компактные розетчатые соцветия высотой до 25 см и диаметром до 20 см. Корни мочковатые. Стебли варьируются от прямостоячих до полегающих, сочные, теретные, толщиной до 8 мм, голые, сначала желтовато-зеленые, с возрастом становятся красновато-коричневыми. Листья сидячие, твердые, сочные, линейно-треугольные, длиной 4-10 (-15) см, шириной 8-12 мм и толщиной до 10 мм, верхняя поверхность плоская или слегка желобчатая, нижняя закругленная, от желтоватого до красновато-зеленого цвета, слабо пурпурные пятна у основания; вершина острая, мукронированная, край цельный.
Соцветие верхушечное, округлый тирс, высотой 9-12 см, с многочисленными цветоножками из 5-членных цветков в одной или нескольких дихазиях, нижняя часть соцветия голая, верхняя покрыта множеством отогнутых шершавых волосков, 3-5 пар прицветников. Листовидные, треугольно-шиловидные прицветники уменьшаются кверху, верхние прицветники 10 х 4 мм, цветочные прицветники 5 х 1,5 мм, цветоножки длиной 1-3 мм. Цветки: чашелистики шиловидные, 2,5-3 х 1,5 мм, почти голые, с рассеянными отогнутыми полупрозрачными шершавыми волосками и отчетливыми краевыми ресничками, на верхушке острая, венчик крестовидный, лепестки красные, треугольно-ланцетные, 5 х 1,8 мм, на верхушке раскидистые и отогнутые, у основания сросшиеся в трубку длиной 1,5 мм, на вершине красноватые с шиловидным дорсальным придатком длиной 0,5 мм.
Время цветения: январь – март.

### Примечание
Ближайший родственник — Crassula alba var. alba, от которого отличается желтовато-зелеными, гладкими, очень сочными, почти шиловидными листьями; краями зрелых листьев, не реснитчатыми; красными цветками и чашелистиками вдвое короче.

## Таксономия
Crassula smithii van Jaarsv., D.G.A.Styles & G.McDonald, первое упоминание в Aloë 45: 90 (2008).